# Pawłowice Namysłowskie
Pawłowice Namysłowskie (deutsch Paulsdorf) ist eine Ortschaft in Niederschlesien. Der Ort liegt in der Gmina Namysłów im Powiat Namysłowski in der Woiwodschaft Opole in Polen.

## Geographie

### Geographische Lage
Das Straßendorf Pawłowice Namysłowskie liegt zehn Kilometer nördlich der Gemeinde- und Kreisstadt Namysłów (Namslau) sowie 65 Kilometer nordwestlich der Woiwodschaftshauptstadt Opole (Oppeln). Der Ort liegt in der Nizina Śląska (Schlesische Tiefebene) innerhalb der Równina Oleśnicka (Oelser Ebene). Das Dorf liegt am linken Ufer der Widawa (Weide), ein rechter Zufluss der Oder.

### Nachbarorte
Nachbarorte von Pawłowice Namysłowskie sind im Norden Gołębice (Galbitz), im Osten Smogorzów (Schmograu) und im Südwesten Idzikowice (Eisdorf).

## Geschichte

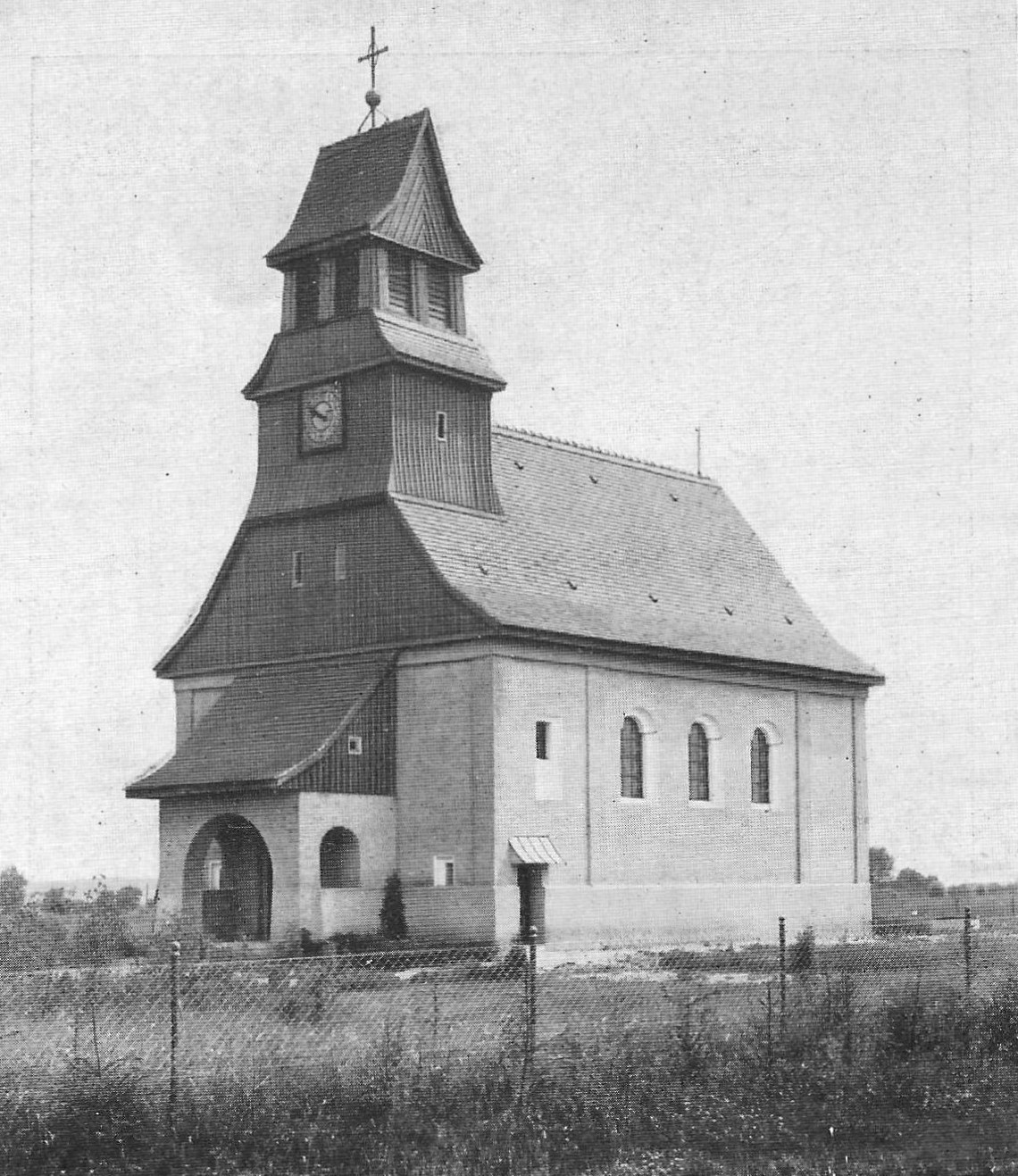
Ehemalige evangelische Kirche – in den 1950er Jahren abgerissen

In dem Werk  Liber fundationis episcopatus Vratislaviensis aus den Jahren 1295–1305 wird der Ort erstmals als Pawlowitz erwähnt.  1353 wurde der Ort als Pauelsdorff, 1359 als Pauli villa sowie 1364 als Pawilsdorf erwähnt.
Nach dem Ersten Schlesischen Krieg 1742 fiel Paulsdorf mit dem größten Teil Schlesiens an Preußen.
Nach der Neuorganisation der Provinz Schlesien gehörte die Landgemeinde Paulsdorf ab 1816 zum Landkreis Namslau im Regierungsbezirk Breslau. 1845 bestanden im Dorf eine evangelische Schule, zwei Vorwerke und 30 Häuser. Im gleichen Jahr lebten in Paulsdorf 239 Menschen, davon 11 katholisch. 1874 wurde der Amtsbezirk Schmograu gegründet, welcher die Landgemeinden Schmograu, Paulsdorf und den Gutsbezirken Paulsdorf, Forst und Schmograu umfasste.
1911 wurde die evangelische Kirche im Ort errichtet. 1933 zählte der Ort 216, 1939 wiederum 364 Einwohner. Bis 1945 gehörte der Ort zum Landkreis Namslau.
Als Folge des Zweiten Weltkrieges kam der Ort 1945 an Polen, wurde in Pawłowice Namysłowskie umbenannt und der Woiwodschaft Schlesien angeschlossen. 1950 wurde Pawłowice Namysłowskie der Woiwodschaft Opole zugeteilt. In den 1950er Jahren wurde die evangelische Kirche abgerissen. 1999 wurde es Teil des wiedergegründeten Powiat Namysłowski. Im Jahr 2000 wurde die Wiadawa zu einem Stausee angestaut.

## Sehenswürdigkeiten
- Das Schloss Paulsdorf (poln. Pałac Pawłowice Namysłowskie) wurde Mitte des 19. Jahrhunderts errichtet. Umgeben ist der Schlossbau von einem 4,5 Hektar großen Schlosspark.[6]
- Stausee Jezioro Michalickie